# Cabinet fantôme Albanese
Commonwealth d'Australie
Shorten Dutton
Le cabinet fantôme Albanese (en anglais : Albanese Shadow Ministry) est le cabinet fantôme australien entre le 2 juin 2019 et le 23 mai 2022, sous la 46e législature de la Chambre des représentants.
Formé après la défaite du Parti travailliste aux élections fédérales de 2019, il est dirigé par le nouveau chef de l'opposition Anthony Albanese, porté à la tête du parti à la suite de la démission de Bill Shorten.
Il fait face au second gouvernement libéral-national du Premier ministre Scott Morrison.

## Composition initiale

### Membres du cabinet fantôme
| Portrait          | Fonction | Nom               | Nom              | Parti        |
| ----------------- | --- | ----------------- | ---------------- | ------------ |
| Anthony Albanese  | Chef de l'Opposition Leader of the Opposition |                   | Anthony Albanese | Travailliste |
| Richard Marles    | Leader adjoint du Parti travailliste Chef adjoint de l'opposition Ministre fantôme de la Défense Deputy leader of the Labour Party Shadow Minister for Defence | Richard Marles    |                  | Travailliste |
| Penny Wong        | Cheffe de l'opposition au Sénat Ministre fantôme des Affaires étrangères Leader of the Opposition in the Senate Shadow Minister for Foreign Affairs | Penny Wong        |                  | Travailliste |
| Kristina Keneally | Cheffe adjointe de l'oppostion au Sénat Ministre fantôme de l'Intérieur Ministre fantôme de l'Immigration et de la Citoyenneté Deputy leader of the Opposition in the Senate Shadow Minister for Home Affairs Shadow Minister for Immigration and Citizenship                     | Kristina Keneally |                  | Travailliste |
| Tony Burke        | Ministre fantôme des Relations industrielles Ministre fantôme des Arts Directeur des affaires de l'Opposition à la Chambre des représentants Shadow Minister for Industrial Relations Shadow Minister for the Arts Manager of Opposition Business in the House of Representatives | Tony Burke        |                  | Travailliste |
| Bill Shorten      | Ministre fantôme du Régime National d'Assurance Invalidité Ministre fantôme des Services Gouvernementaux Shadow Minister for the National Disability Insurance Scheme Shadow Minister for Government Services                                                                     | Bill Shorten      |                  | Travailliste |
| Tanya Plibersek   | Ministre fantôme de l'Éducation Shadow Minister for Education and Training | Tanya Plibersek   |                  | Travailliste |
| Jim Chalmers      | Trésorier fantôme Shadow Treasurer | Jim Chalmers      |                  | Travailliste |
| Mark Butler       | Ministre fantôme du Changement climatique et de l'Énergie Directeur adjoint des affaires de l'Opposition à la Chambre des représentants Shadow Minister for Climate Change and Energy Deputy Manager of Opposition Business in the House of Representatives                       | Mark Butler       |                  | Travailliste |
| Chris Bowen       | Ministre fantôme de la Santé Shadow Minister for Health | Chris Bowen       |                  | Travailliste |
| Catherine King    | Ministre fantôme de l'Infrastructure, des Transports et du Développement régional Shadow Minister for Infrastructure, Transport and Regional Development | Catherine King    |                  | Travailliste |
| Joel Fitzgibbon   | Ministre fantôme de l'Agriculture et des Ressources Shadow Minister for Agriculture and Resources | Joel Fitzgibbon   |                  | Travailliste |
| Don Farrell       | Ministre fantôme du Sport Ministre fantôme du Tourisme Shadow Minister for Sport Shadow Minister for Tourism | Don Farrell       |                  | Travailliste |
| Mark Dreyfus      | Ministre fantôme pour la Réforme Constitutionnelle Shadow Minister for Constitutional Reform | Mark Dreyfus      |                  | Travailliste |
| Michelle Rowland  | Ministre fantôme des Communications Shadow Minister for Communications | Michelle Rowland  |                  | Travailliste |
| Katy Gallagher    | Ministre fantôme des Finances Ministre fantôme des Services Publics Cheffe des affaires de l'Opposition au Sénat Shadow Minister for Finance Shadow Minister for Public Services Manager of the Opposition Business in the Senate                                                 | Katy Gallagher    |                  | Travailliste |
| Linda Burney      | Ministre fantôme des Familles et des Services Sociaux Ministre des Indigènes d'Australie Shadow Minister for Families and Social Services Shadow Minister for Indigenous Australians                                                                                              | Linda Burney      |                  | Travailliste |
| Julie Collins     | Ministre fantôme pour les Personnes âgées Ministre fantôme pour les Femmes Shadow Minister for Ageing and Seniors Shadow Minister for Women | Julie Collins     |                  | Travailliste |
| Brendan O'Connor  | Ministre fantôme de l'Emploi et l'Industrie Ministre fantôme pour la Science Ministre fantôme pour la Petite Entreprise et les Entreprises Familiales Shadow Minister for Employment and Industry Shadow Minister for Science Shadow Minister for Small and Family Business       | Brendan O'Connor  |                  | Travailliste |
| Jason Clare       | Ministre fantôme des Services Régionaux, des Territoires et du Gouvernement Local Ministre fantôme du Logement et des Sans-Abris Shadow Minister for Regional Services, Territories and Local Government Shadow Minister for Housing and Homelessness                             | Jason Clare       |                  | Travailliste |
| Amanda Rishworth  | Ministre fantôme pour l'Éducation préscolaire Ministre fantôme de la Jeunesse Shadow Minister for Early Childhood Education Shadow Minister for Youth | Amanda Rishworth  |                  | Travailliste |
| Terri Butler      | Ministre fantôme de l'Environnement et de l'Eau Shadow Minister for Environment and Water | Terri Butler      |                  | Travailliste |
| Clare O'Neil      | Ministre fantôme du Commerce Shadow Minister for Trade | Madeleine King    |                  | Travailliste |